# Senokos (Dimitrovgrad)
Pour les articles homonymes, voir Senokos.
Senokos (en serbe cyrillique : Сенокос) est un village de Serbie situé dans la municipalité de Dimitrovgrad, district de Pirot. Au recensement de 2011, il comptait 30 habitants.

## Démographie
| 1948 | 1953 | 1961 | 1971 | 1981 | 1991 | 2002 | 2011 |
| ---- | ---- | ---- | ---- | ---- | ---- | ---- | ---- |
| 568  | 562  | 405  | 269  | 144  | 78   | 44   | 30   |

|  |